# Stesichora tristriata
Stesichora tristriata är en fjärilsart som beskrevs av Arnold Pagenstecher. Stesichora tristriata ingår i släktet Stesichora och familjen Uraniidae. Inga underarter finns listade i Catalogue of Life.